# Fiat 124 Sport Spider
Fiat 124 Sport Spider – samochód osobowy typu kabriolet produkowany był przez włoski koncern motoryzacyjny Fiat w latach 1966–1982, a następnie przez Pininfarinę w latach 1983–1985.

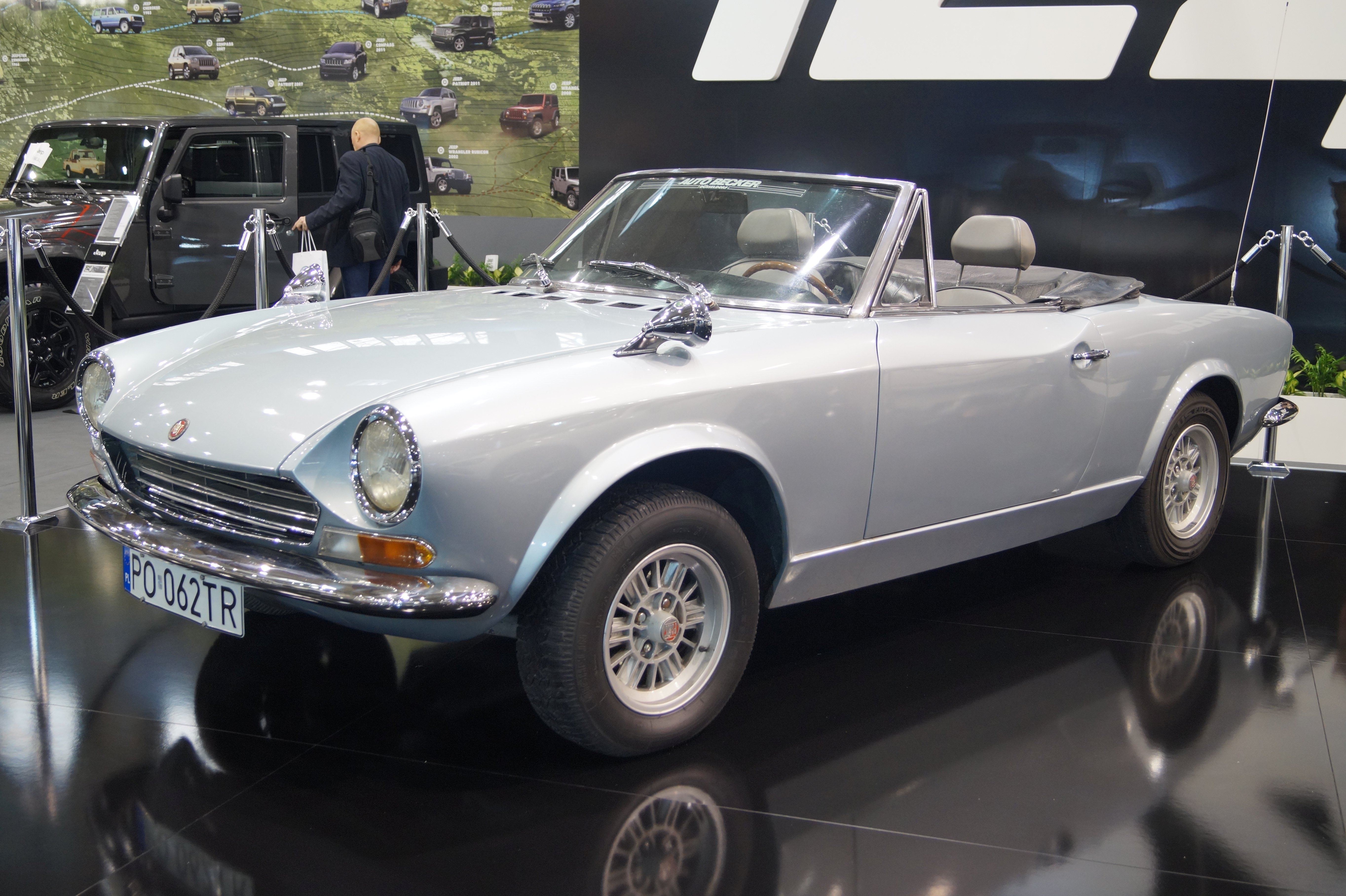
Fiat 124 Sport Spider z otwartym dachem

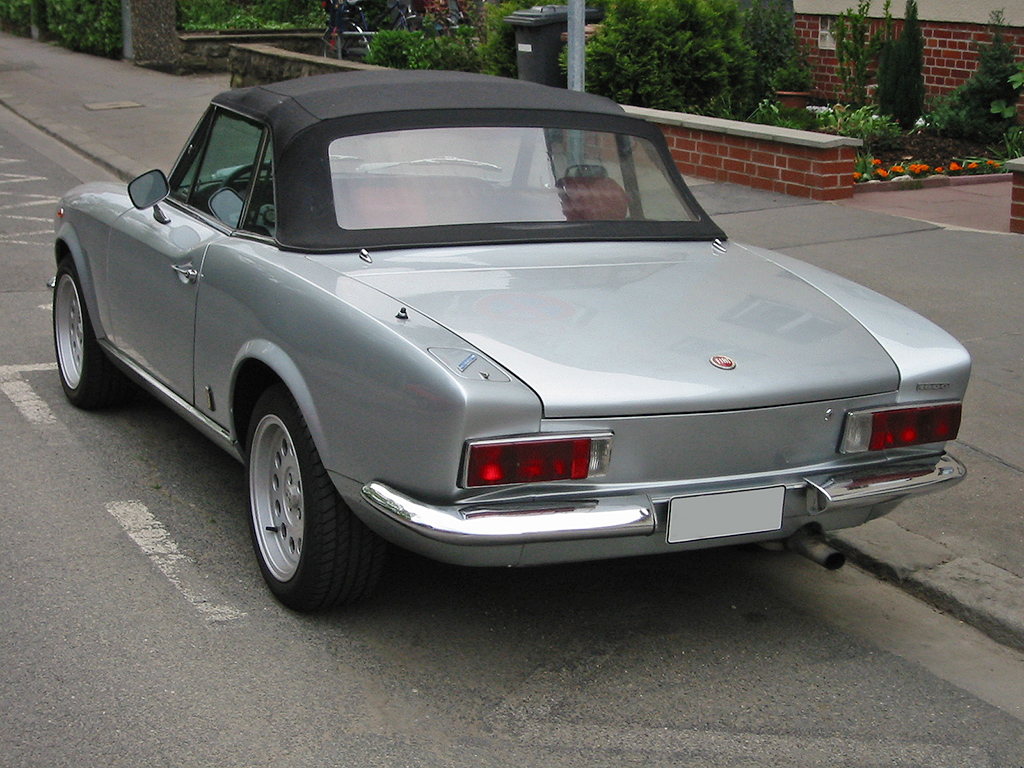
Fiat 124 Sport Spider – tył

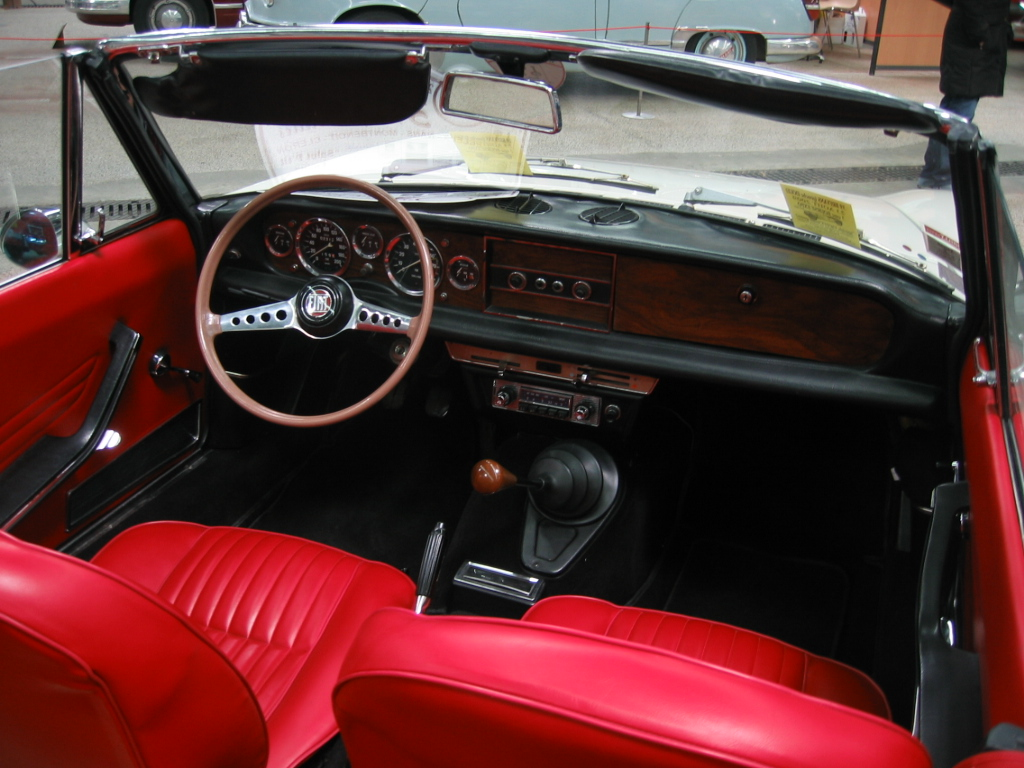
Fiat 124 Sport Spider – wnętrze

## Historia i opis modelu
Samochód został po raz pierwszy oficjalnie zaprezentowany podczas targów motoryzacyjnych w Turynie w listopadzie 1966. Auto zbudowane zostało w oparciu o skróconą ramę oraz wiele podzespołów mechanicznych modelu Fiat 124. Nadwozie pojazdu zaprojektowane zostało i wytwarzane przez włoską firmę Pininfarina. Początkowo pojazd napędzany był silnikiem benzynowym o pojemności 1438 cm3 z podwójnym wałkiem rozrządu oraz 5-biegową manualną skrzynią biegów. Wyposażony był m.in. w hamulce tarczowe oraz wycieraczki przedniej szyby z biegiem przerywanym.
W 1968 rozpoczęto sprzedaż modelu na terenie Stanów Zjednoczonych. Rok później w Europie zaprezentowano drugą serię modelu, wyposażoną w silnik o pojemności 1608 cm3. Przy okazji delikatnie przestylizowany został przód pojazdu oraz zastosowano większe tylne lampy. W 1972 wprowadzona na rynek została trzecia seria pojazdu wyposażona w jeden z dwóch nowych układów napędowych pochodzących z większego Fiata 132: 1592 lub 1756 cm3. 
Z uwagi na duży popyt na pojazd w Stanach Zjednoczonych, Fiat postanowił od 1975 produkować pojazdy przeznaczone wyłącznie na rynek amerykański. W 1979 pojazd przemianowany został na Spider 2000 odnosząc się do zupełnie nowego silnika o pojemności 1995 cm3.
Pod koniec 1981 Pininfarina przebudowała cały proces produkcyjny pojazdu oraz wprowadziła model ponownie na rynek europejski. W 1982 produkcja Spidera przez Fiata i Pininfarinę biegła równolegle: Fiat produkował modele Spider 2000, a Pininfarina rozpoczęła sprzedaż własnej wersji, sprzedawanej w USA jako Pininfarina Spider Azzurra, a w Europie jako Pininfarina Spider Europa. Model Azzurra standardowo wyposażony był w skórzaną tapicerkę, system stereo z odtwarzaczem kasetowym oraz elektryczne sterowanie szyb.
W 1984 wprowadzono na rynek niemiecki wersję wyposażoną w silnik doładowany kompresorem o mocy 135 KM.
Produkcję pojazdu zakończono w 1985 po wyprodukowaniu łącznie około 200 000 egzemplarzy, z których większość wyeksportowano od USA.

### Silniki
Wszystkie jednostki benzynowe pojazdu wyposażone były w dwa wałki rozrządu w głowicy (DOHC) oraz po raz pierwszy w historii masowej produkcji pojazdów – gumowy pasek rozrządu zamiast łańcucha. Ich konstruktorem był były inżynier Ferrari – Aurelio Lampredi. 
| 1.4              | 1438 | R4 | 90 (66)/6000  | 80x71,5 | 8,9:1 | 1966–1973 |
| 1.6              | 1592 | R4 | 108 (79)/6000 | 80x79,2 | 9,8:1 | 1973–1977 |
| 1.6              | 1608 | R4 | 110 (81)/6400 | 80x80   | 9,8:1 | 1970–1973 |
| 1.8              | 1756 | R4 | 87 (64)/6200  | 84x79,2 | 8,1:1 | 1974–1978 |
| 1.8              | 1756 | R4 | 118 (87)/6000 | 84x79,2 | 9,8:1 | 1973–1977 |
| 1.8              | 1756 | R4 | 118 (87)/5800 | 84x79,2 | 9,8:1 | 1974–1978 |
| 1.8 Abarth Rally | 1756 | R4 | 128 (94)/6200 | 84x79,2 | 9,8:1 | 1973–1975 |
| 2.0              | 1995 | R4 | 83 (61)/5800  | 84x90   | 8,1:1 | 1979–1981 |
| 2.0              | 1995 | R4 | 102 (75)/5500 | 84x90   | 8,1:1 | 1979–1985 |
| 2.0              | 1995 | R4 | 105 (77)/5500 | 84x90   | 8,1:1 | 1979–1985 |
| 2.0              | 1995 | R4 | 135 (99)/6000 | 84x90   | 7,5:1 | 1984–1985 |

### Fiat 124 Abarth Rally – CSA

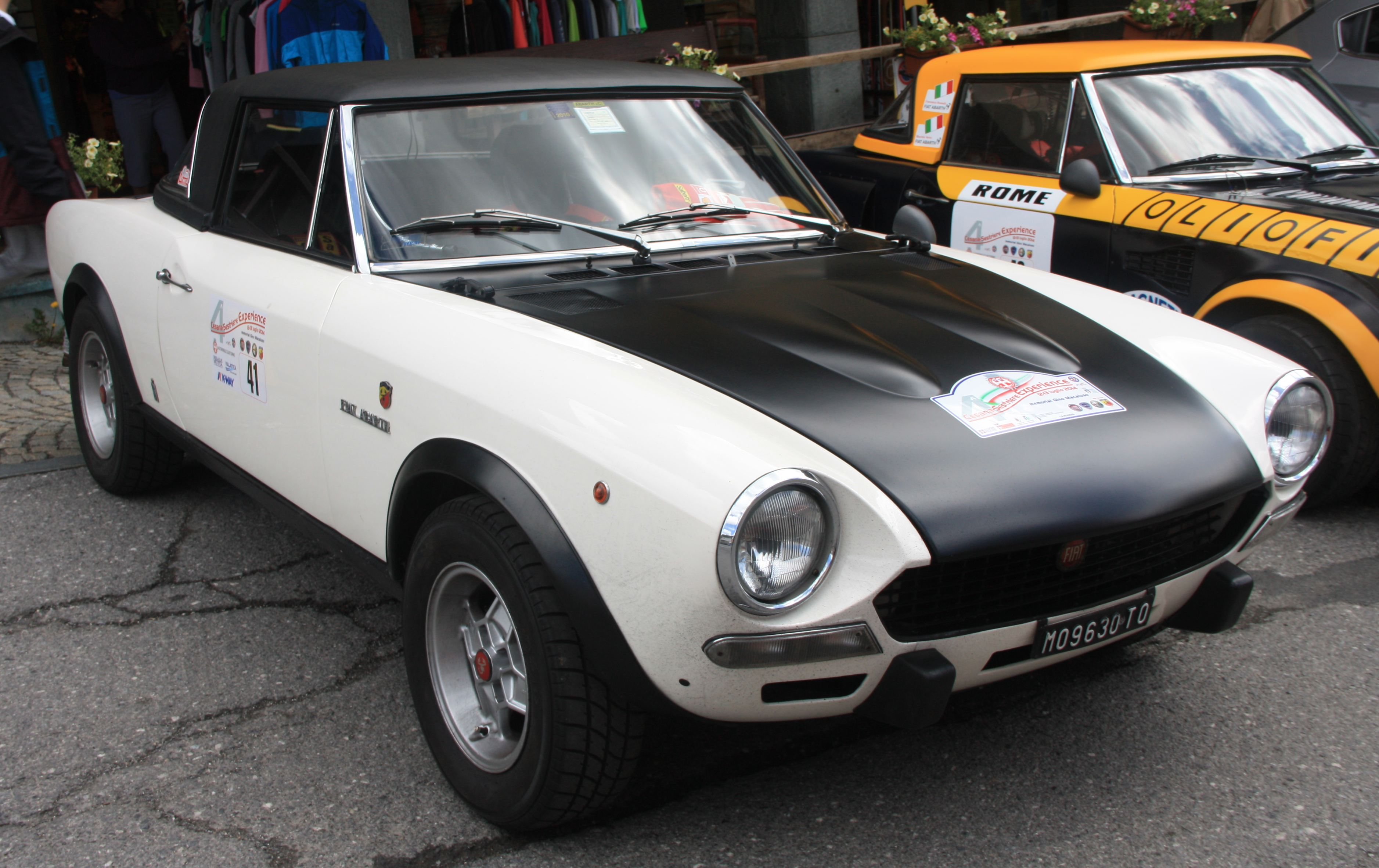
Fiat 124 Abarth Rally

Był to pierwszy rajdowy model Abartha po przejęciu firmy przez Fiata. W latach 1972–1975 co roku zajmował drugie miejsce w międzynarodowych mistrzostwach producentów (od 1973 były to rajdowe mistrzostwa świata WRC). Auto ma na swoim koncie dwa tytuły mistrza Europy, które zdobyli Raffaele Pinto (1972) oraz Maurizio Verini (1975). W 1972 Hakan Lindberg wygrał nim Rajd Akropolu, a rok później Achim Warmbold – Rajd Polski.